# Исмаилов, Юсиф Хаспулатович
Юсиф Хаспулатович Исмаилов (1928—1984) — советский и российский учёный, специалист в области  создания ракетной и космической техники, доктор технических наук (1960), полковник-инженер (1973). Лауреат Ленинской премии в области науки и техники (1976).

## Биография
Родилась 5 июля 1928 года в Баку в семье служащих.
С 1946 по 1951 год обучался на энергетическом факультете Азербайджанского индустриального института. С 1951 по 1953 год работал  в Азэнерго в должности инженера телемеханики и автоматики измерений.
С 1953 года призван в ряды Советской армии и направлен в НИИ-885 ГКСМ СССР по радиоэлектронике в качестве военного представителя и старшего военного представителя 4-го Управления реактивного вооружения Главного артиллерийского управления, в 1960 году Ю. Х. Исмаилов защитил диссертацию на соискание учёной степени доктор технических наук.
С 1963 по 1971 год работал в НИИ-944 под руководством главного конструктора В. И. Кузнецова, в должностях — старшего военного представителя и начальника научно-исследовательского отдела.
Указами «закрытыми» Президиума Верховного Совета СССР 27 декабря 1957 года «За создание и запуск первого в мире
искусственного спутника Земли» был награждён Орденом «Знак Почёта», а 17 июня 1961 года «За успешное выполнение специального задания
Правительства по созданию образцов ракетной техники, космического корабля
спутника "Восток" и осуществление первого в мире полета этого корабля» — Орденом Красной Звезды.
С 1971 по 1984 год работал в НИИ автоматики и приборостроения под руководством главного конструктора Н. А. Пилюгина в должностях — начальника комплексного отделения по оборонной тематике  и заместителем главного конструктора, с 1980 по 1984 год — руководитель отделения и заместитель главного конструктора по космической тематике. 19 апреля 1973 года Приказом Министра обороны СССР Ю. Х. Исмаилову было присвоено воинское звание полковник-инженер.

### Научно-исследовательская деятельность
Ю. Х. Исмаилов был участником разработки и создания основных принципов структуры систем управления орбитального многоразового космического корабля «Буран». Ю. Х. Исмаилов совместно с Московским институтом теплотехники и КБМ был участником проведения научно-исследовательских работ, в том числе разработке и комплексном проектировании систем управления таких изделий как: первая серийная твердотопливная МБР «РТ-2», подвижный грунтовый ракетный комплекс стратегического назначения, с твердотопливной МБР «Темп-2С»,  подвижный грунтовый ракетный комплекс с твердотопливной двухступенчатой баллистической ракетой средней дальности «РСД-10» («Пионер-2» и «Пионер-УТТХ»), жидкостной, двухступенчатой МБР шахтного базирования «МР УР-100» и его аналогов,  ракетные комплексы с твердотопливными трёхступенчатыми МБР, в том числе БЖРК «РТ-23 УТТХ».
21 апреля 1976 года Постановление ЦК КПСС и СМ СССР «За работы
в области общего машиностроения» Ю. Х. Исмаилов был удостоен Ленинской премии в области науки и техники.
Скончался 14 марта 1984 года в Москве, похоронен на Ваганьковском кладбище.

## Награды
- Орден Трудового Красного Знамени (20.08. 1969)
- Орден Красной Звезды (17.06.1961)
- Орден Знак Почёта (27.12.1957)[1]

### Премии
- Ленинская премия (21.4.1976)[2]